# 나비다드 (칠레)
나비다드(스페인어: Navidad)는 칠레 리베르타도르헤네랄베르나르도오이긴스 주 카르데날카로 현의 코무나이다.